# Euphorbia barnardii
Euphorbia barnardii es una especie fanerógama perteneciente a la familia Euphorbiaceae.

## Descripción
Es una suculenta espinosa que rara vez es superior a 0,75 m de altura, con una raíz subtuberosa principal y tallo mucho más reducido que produce unas pocas o muchas ramas. Estas sucursales tienen 5 - 6- ángulos y se constriñen a intervalos en segmentos de hasta 100 x 40-70 mm, son generalmente más gruesas cerca de la base. Las espinas están en parejas y tienen alrededor de 10 mm a lo largo de los ángulos, hasta unos 10 mm de largo, más estrecha y más corta, junto a las porciones limitadas de los ángulos. Las hojas son rudimentarias y caducas.
Las inflorescencias aparecen por encima de las espinas en la sección apical de las ramas. La floración de la planta constará de tres cimas que están dispuestos verticalmente cada una de ellas con 3 amarillentos ciatos (inflorescencia compacta; se parece a una pequeña flor).

## Hábitat y distribución
Es endémica de Sudáfrica. Euphorbia barnardii es un arbusto raro suculento endémico de la provincia de Limpopo. Esta rara especie se encuentra en una zona donde las condiciones ambientales extremas se producen. Con el desarrollo rural y las grandes minas está en grave peligro en el área pequeña dentro de la Sekukunilandia, centro de endemismo donde E. barnardii crece. Esta zona se encuentra entre una de las zonas más seriamente amenazadas de la provincia.

## Taxonomía
Euphorbia barnardii fue descrita por A.C.White & R.A.Dyer & B.Sloane y publicado en Succ. Euphorb. 2: 804, App. A 965. 1941.
Etimología
Euphorbia: nombre genérico que deriva del médico griego del rey Juba II de Mauritania (52 a 50 a. C. - 23), Euphorbus, en su honor – o en alusión a su gran vientre – ya que usaba médicamente Euphorbia resinifera. En 1753 Carlos Linneo asignó el nombre a todo el género.
barnardii: epíteto otorgado en honor de W.G.Barnard, quien fue el primero que la recolectó en Sekukunilandia en 1935.